# Улица Судмалиса
Улица Судмалиса (бел. Вуліца Судмаліса; до 1976 — Батарейная) — улица в Ленинском районе Минска. Названа в честь Иманта Яновича Судмалиса (1916—1944), одного из руководителей рижского подполья, латвийского советского партизана, Героя Советского Союза.
Расположена южнее железной дороги Минск-Орша. На улице находятся выходы со станции метро «Пролетарская»; вблизи — железнодорожная станция Минск-Восточный. В 200 метрах от начала улицы расположены Партизанский проспект и улица Ленина. Общественный транспорт по улице не ходит. Застройка улицы — жилые здания в 3-4 этажа, на пересечении с улицей Рыбалко располагаются складские помещения.
Первоначальная застройка относится к 1925-32 годам; первоначально улица Батарейная входила в состав посёлка «Коминтерн», где проживали преимущественно рабочие кондитерской фабрики «Коммунарка». В 1976 году улицу среди ряда других переименовали по именам представителей разных народов СССР. Мемориальная доска в его честь установлена на доме 18.